# Заболотный, Василий Макарович
Василий Макарович Заболотный (26 июня 1935, Городищенский район, Киевская область — 29 октября 2015, Севастополь) — советский хозяйственный и политический деятель, Герой Социалистического Труда (1974).

## Биография
Родился 26 июня 1935 года на территории нынешней Черкасской области.
С 1949 года — на хозяйственной, общественной и политической работе. В 1949—2005 годах — на стройках в Киеве и Казахстане, столяр, в Советской армии, столяр и плотник на ряде предприятий, бригадир комплексной бригады плотников-бетонщиков строительно-монтажного управления № 27 треста «Черкасхимстрой» в городе Черкассы Украинской ССР, начальник Управления государственного архитектурно-строительного контроля в Севастополе.
Член КПСС с 1964 года. В 1979 году окончил Киевский строительный институт.
В 1952—1954 годах работал на стройках Киева. В 1954—1957 годах — первоцелинник. В 1957—1960 годах работал на шахте рудоуправления имени Коминтерна (Кривой Рог).
В 1962—1979 годах строил Черкасский химический комбинат. В 1979—1988 годах — заместитель главного инженера комбината «Черкаспромстрой», заместитель управляющего трестом «Черкасихимстрой».
С 1988 года — начальник инспекции государственного архитектурно-строительного контроля в городе Севастополе.
Указом Президиума Верховного Совета СССР от 8 января 1974 года присвоено звание Героя Социалистического Труда с вручением ордена Ленина и золотой медали «Серп и Молот».
Избирался депутатом Верховного Совета СССР 9-го и 10-го созывов.
Умер 29 октября 2015 года в Севастополе.

## Награды
- Медаль «Серп и Молот» (8 января 1974);
- Дважды орден Ленина (в т. ч. 8 января 1974);
- Орден Трудового Красного Знамени;
- Государственная премия СССР.

## Память
8 декабря 2015 года, после смерти севастопольского строителя, на улице Кулакова, 13 была установлена мемориальная доска в память об одном из самых известных и авторитетных деятелей Севастополя.